# Lil Dagover
Lil Dagover (Martha Maria Lillits) est une actrice allemande, née Maria Antonia Seubert, le 30 septembre 1887 à Madiun, sur l’île de Java (Indonésie), morte le 23 janvier 1980 à Grünwald, dans la banlieue de Munich.

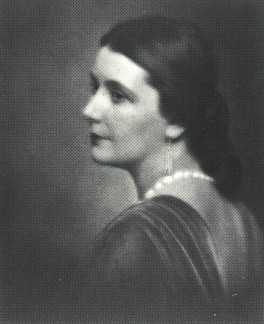
Lil Dagover en 1925,
photo de Nicola Perscheid.

## Biographie
Née sur l’île de Java en Indonésie; on l'envoie à l'âge de 10 ans faire ses études à Baden-Baden, puis à Weimar. C'est à l'occasion de son court mariage avec Fritz Dagover (1872-1936) qu'elle découvre le cinéma par le metteur en scène Robert Wiene.
Lil Dagover a traversé soixante ans de cinéma allemand, depuis les films de Robert Wiene (Le Cabinet du docteur Caligari), Fritz Lang (Les Trois Lumières) et Friedrich Wilhelm Murnau (Tartuffe), jusqu'à ceux de Maximilian Schell (Le Piéton) et Hans-Jürgen Syberberg (Karl May, à la recherche du paradis perdu), en passant par ceux de Wolfgang Liebeneiner (Bismarck). Quelques semaines avant sa mort elle tourne le premier rôle[pas clair] dans Légendes de la forêt viennoise (Geschichten aus dem Wienerwald) de Maximilian Schell.

## Filmographie sélective[2]
- 1919 : Phantome des Lebens de Josef Coenen
- 1919 : Les Araignées - Le lac d'or (Die Spinnen, 1. Teil - Der Goldene See) de Fritz Lang : Naëla, la prêtresse du soleil
- 1919 : Harakiri de Fritz Lang : O-Take-San
- 1920 : Die Frau im Himmel de Johannes Guter : Tatiana
- 1920 : Les Araignées - Le cargo d'esclaves (Die Spinnen, 2. Teil - Das Brillantenschiff) de Fritz Lang : Naëla, la prêtresse du soleil
- 1920 : Le Cabinet du docteur Caligari (Das Cabinet des Dr Caligari.) de Robert Wiene : Jane Olsen
- 1920 : L'Alcade de Zalamea (de) (Der Richter von Zalamea) de Ludwig Berger : Isabel Crespo
- 1921 : L'Île des morts (Toteninsel) de Carl Froelich
- 1921 : Les Trois Lumières (Der müde Tod) de Fritz Lang : la jeune femme / Zobéïde / Monna Fiametta / Tiao Tsien
- 1922 : Le Docteur Mabuse (Dr. Mabuse, der Spieler - Ein Bild der Zeit) de Fritz Lang
- 1922 : Luise Millerin de Carl Froelich : Luise Millerin
- 1922 : Le Fantôme (Phantom) de Friedrich Wilhelm Murnau : Marie Starke
- 1923 : Sa femme l'inconnue (Seine Frau, die Unbekannte) de Benjamin Christensen : Eva
- 1925 : La Chronique de Grieshuus (Zur Chronik von Grieshuus) d'Arthur von Gerlach : Bärbe
- 1925 : Der Demütige und die Tänzerin d'Ewald André Dupont : Toni Seidewitz
- 1925 : Tartuffe (Herr Tartüff) de Friedrich Wilhelm Murnau : Elmire, la femme d'Orgon
- 1926 : Les Frères Schellenberg (Die Brüder Schellenberg) de Karl Grune : Esther
- 1927 : Hans engelska fru de Gustaf Molander : Cathleen Paget, née Brock
- 1927 : Orient-Express (Orientexpress) de Wilhelm Thiele : Beate von Morton
- 1927 : L'Avocat du cœur (Der Anwalt des Herzens) de Wilhelm Thiele : June Orchard
- 1928 : La Grande Passion d'André Hugon : Sonia de Blick
- 1928 : Le Tourbillon de Paris de Julien Duvivier : Lady Amiscia Abenston
- 1928 : Le Rouge et le Noir (Der geheime Kurier) de Gennaro Righelli : Madame Thérèse de Rénal
- 1928 : Ungarische Rhapsodie de Hanns Schwarz : Camilla
- 1929 : Monte Cristo d'Henri Fescourt : Mercédès
- 1929 : L'Amour aveugle (Liebe macht blind) de Lothar Mendes : Diane
- 1930 : Catherine de Russie (Spielereien einer Kaiserin) de Vladimir Strijevski : la Grande Catherine
- 1930 : Le Diable blanc (Der weiße Teufel) d'Alexandre Volkoff : Nelidowa
- 1931 : Le congrès s'amuse (Der kongreß tanzt) d'Erik Charell et Jean Boyer : la comtesse
- 1932 : La Femme de Monte Carlo (The Woman from Monte Carlo) de Michael Curtiz : Lottie Corlaix
- 1932 : Une femme moderne. Réalisé par Henry Koster. Avec Lil Dagover, Hans Rehmann, Margarete Kupfer, Paul Bildt.
- 1935 : L'Oiseleur (Der Vogelhändler) d'E. W. Emo : la princesse
- 1935 : Le Haut Commandement (Der höhere Befehl) de Gerhard Lamprecht
- 1936 : August der Starke de Paul Wegener :
- 1936 : La Neuvième Symphonie (Schlußakkord) de Douglas Sirk : Charlotte
- 1937 : Fridericus de Johannes Meyer : Madame de Pompadour
- 1937 : La Sonate à Kreutzer (Die Kreutzersonate) de Veit Harlan : Hélène Posdnychev
- 1940 : Friedrich Schiller - Le triomphe d'un génie (Friedrich Schiller - Triumph eines Genies) de Herbert Maisch : Comtesse de Hohenheim
- 1940 : Bismarck de Wolfgang Liebeneiner : impératrice Eugénie
- 1948 : Les Fils de Monsieur Gasparry (Die söhne des Herrn Gaspary) de Rolf Meyer : Margot von Korff
- 1950 : C'est arrivé un jour (Es kommt ein Tag) de Rudolf Jugert : Mme Mombour
- 1952 : La Fille au fouet (Das Geheimnis vom Bergsee) de Jean Dréville : Lamberta
- 1953 : Son Altesse Royale (Königliche Hoheit) de Harald Braun : Comtesse de Löwenjoul
- 1955 : Le Procès d'une mère (Ich weiß, wofür ich lebe) de Paul Verhoeven : Alice Lechaudler
- 1955 : Le Roman d'Effi Briest (Rosen im Herbst) de Rudolf Jugert : Mme von Briest
- 1956 : Mayerling - le dernier amour du fils de Sissi (Kronprinz Rudolfs letzte Liebe) de Rudolf Jugert : Impératrice Elisabeth
- 1957 : Les Confessions de Félix Krull (Bekenntnisse des Hochstaplers Felix Krull) de Kurt Hoffmann
- 1959 : Les Buddenbrook de Alfred Weidenmann : Elisabeth Buddenbrook
- 1973 : Le Piéton (Der Fußgänger) de Maximilian Schell : Madame Eschenlohr
- 1974 : Karl May, à la recherche du paradis perdu (Karl May) de Hans-Jürgen Syberberg : Bertha von Suttner
- 1975 : Double Jeu (Der Richter und sein Henker) de Maximilian Schell : la mère de Gastmann
- 1977 : Die Standarte de Ottokar Runze : l'archiduchesse
- 1979 : Légendes de la forêt viennoise (Geschichten aus dem Wienerwald) de Maximilian Schell : Helene